# الیمینیشن چیمبر (۲۰۱۸)
الیمینیشن چیمبر (۲۰۱۸) (به انگلیسی: Elimination Chamber) یک رویداد غیر رایگان در کشتی حرفه‌ای است که توسط کمپانی دبلیودبلیوئی برای برند راو تهیه شده و این دوره‌اش هم که هشتمین دوره آن است که در ۲۵ فوریه ۲۰۱۸ در مجموعه ورزشی تی-موبیل آرنا شهر پارادایس ایالت نوادا برگزار شد. روند معمول این مسابقات این است که مسابقه اصلی رویداد درون محفظه نابودی خواهد بود.
این دوره، هشتمین دوره از رویداد الیمینیشن چمبر و اولین بار بود که زنان هم مسابقه درون محفظه نابودی برگزار کردند و همچنین مسابقه الیمینیشن چمبر مردان آن هم برای اولین بار با هفت شرکت‌کننده برگزار شد.
شش مسابقه در این رویداد برگزار شد که یکی از آن‌ها در پیش‌نمایش بود. در مسابقه اصلی، رومن رینز اولین مسابقه «هفت نفره» الیمینیشن تاریخ را برد تا رقیب شماره یک براک لزنر برای کمربند یونیورسال در رسلمانیا ۳۴ شود. در اولین مسابقه الیمینیشن چمبر تاریخ زنان هم، الکسا بلیس کمربند زنان راو خود را حفظ کرد و در مسابقه دیگر هم آسکا با شکست نایا جکس، هم نوار پیروزی‌های خود را حفظ کرد و هم از اضافه شدن جکس به مسابقه خودش با بلیس برای کمربند زنان راو جلوگیری کرد. این رویداد نکته مهم دیگری هم داشت و آن هم امضای قرارداد با کمپانی توسط راندا رَوزی بود که با درگیری او با نایب رئیس دبلیودبلیوئی یعنی تریپل اچ و همچنین مدیر راو یعنی استفنی مک‌ماهون همراه شد. این اولین حضور تریپل اچ و استفنی پس از سروایور سریز بود.

## زمینه‌سازی
الیمینیشن چمبر شامل مسابقاتی بین دشمنی‌های موجود، ماجراهای پیش آمده و استوری‌هایی بود که پیش از این در برنامه راو پخش شده بود. کشتی‌گیرها با توجه به مسابقات یا سری اتفاقاتی که برایشان رخ می‌دهد و تنش را به حد اکثر می‌رساند، نقش منفی یا قهرمان به خود می‌گیرند.
از آنجاییکه شینسکه ناکامورا پس از پیروزی‌اش در رویال رامبل، تصمیم به انتخاب مسابقه کمربند دبلیودبلیوئی در رسلمانیا و به‌دنبال آن، ماندن در اسمک‌داون گرفت، براک لزنر هم که در همان شب طی یک مسابقه تریپل ترت از کمربند یونیورسال دبلیودبلیوئی خود مقابل براون استرومن و کین دفاع کرده بود، برای رسلمانیا بدون رقیب ماند. در پاسخ به این ابهام، جنرال منیجر راو یعنی کرت انگل برای تعیین رقیب لزنر در رسلمانیا، ترتیب یک مسابقه الیمینیشن چمبر را برای رویداد الیمینیشن چمبر داد. استرومن، الایِس، جان سینا، رومن رینز، فین بَلر، د میز و سث رالینز هرکدام در مسابقات خود باری رسیدن به این مسابقه پیروز شدند و نام خود را برای این مسابقه ثبت کردند تا الیمینیشن چمبر برای اولین بار در تاریخ به‌صورت هفت نفره برگزار شود. هفته بعد در راو، هر هفت نفر در یک مسابقه گانتلِت(Gauntlet Match) شرکت کردند؛ مسابقه‌ای که با دونفر شروع می‌شود و برنده با نفر بعدی مسابقه می‌دهد و این روال تا آنجا ادامه می‌یابد که دو نفر باقی‌مانده آخر هم با هم مبارزه کنند و یک نفر پیروز شود. ابتدا رالینز و رینز با هم مسابقه دادند که رالینز پیروز شد، سپس او سینا را شکست داد، اما رالینز از نفر بعدی یعنی الایس شکست خورد، سپس الایس به بَلر باخت و بلر به میز باخت، تا اینکه آخرین نفر یعنی استرومن، میز را شکست داد و برنده این مسابقه شد که طولانی‌ترین مسابقه تاریخ دبلیودبلیوئی با مدت‌زمان حدود ۲ ساعت بود.

## نتایج
| #                                                                                                 | نتایج | نوع مسابقه | مدت زمان |
| ------------------------------------------------------------------------------------------------- | --- | --- | -------- |
| ۱پ                                                                                                | لوک گالوز و کارل اندرسون پیروز مقابل د میزتوراژ (بو دالاس و کورتیس اکسل)                                   | مسابقه تگ تیم | ۸:۵۰     |
| ۲                                                                                                 | الکسا بلیس (c) پیروز مقابل بی‌لی مقابل مندی رز مقابل میکی جیمز مقابل سونیا دویل مقابل ساشا بنکس             | مسابقه الیمینیشن چمبر برای قهرمانی کمربند زنان راو                                                                   | ۲۹:۳۵    |
| ۳                                                                                                 | سِزارو و شیمس (c) پیروز مقابل تایتوس وُرلدواید (آپولو و تایتوس اونیل)(با همراهی دِینا بروک)                   | مسابقه تگ تیم برای قهرمانی کمربندهای تگ تیم راو                                                                      | ۱۰:۰۵    |
| ۴                                                                                                 | آسکا (c) پیروز مقابل نایا جکس                                                                              | مسابقه تک‌نفره: در صورتی‌که نایا جکس پیروز مسابقه می‌شد، وی به مسابقه قهرمانی کمربند زنان راو در رسلمانیا ۳۴ اضافه می‌شد | ۸:۱۵     |
| ۵                                                                                                 | "وُکِن" مت هاردی پیروز مقابل بری وایت                                                                        | مسابقه تک نفره | ۹:۵۵     |
| ۶                                                                                                 | رومن رینز پیروز مقابل براون استرومن مقابل الایس مقابل فین بالور مقابل جان سینا مقابل سث رالینز مقابل د میز | مسابقه الیمینیشن چمبر برای مسابقه در رسلمانیا ۳۴ بر سر قهرمانی کمربند یونیورسال دبلیودبلیوئی                         | ۴۰:۱۵    |
| - (c) – نشان‌دهنده قهرمان(هایی) است که به میدان می‌روند - پ – نشان‌دهنده این است که مسابقه در پری–شو | | |          |

### مسابقه الیمینیشن چمبر زنان
| ترتیب حذف شدن | کشتی‌گیر        | ترتیب حضور در رینگ | حذف‌کننده   | روش حذف                  | زمان  |
| ------------- | -------------- | ------------------ | ---------- | ------------------------ | ----- |
| 1             | مندی رُز        | ۳                  | ساشا بنکس  | بنک استِیتمِنت             | ۱۳:۵۰ |
| 2             | سونیا دِویل     | ۱                  | میکی جیمز  | لو تز پرِس از بالای محفظه | ۱۷:۳۵ |
| 3             | میکی جیمز      | ۵                  | بِیلی       | بِیلی تو بِلی              | ۱۸:۰۰ |
| 4             | بِیلی           | ۲                  | الکسا بلیس | رولینگ پین               | ۲۵:۳۰ |
| 5             | ساشا بنکس      | ۴                  | الکسا بلیس | دی‌دی‌تی از روی رینگ اول   | ۲۹:۳۵ |
| برنده         | الکسا بلیس (c) | ۶                  | —          | —                        | ۲۹:۳۵ |

### مسابقه الیمینیشن چمبر مردان
| ترتیب حذف شدن | کشتی‌گیر       | ترتیب حضور در رینگ | حذف‌کننده      | روش حذف         | زمان  |
| ------------- | ------------- | ------------------ | ------------- | --------------- | ----- |
| 1             | د میز         | ۱                  | براون استرومن | رانینگ پاوِراِسلَم | ۲۰:۲۰ |
| 2             | الایس         | ۷                  | براون استرومن | پاوِراِسلَم        | ۲۵:۵۵ |
| 3             | جان سینا      | ۴                  | براون استرومن | پاوراسلم        | ۲۶:۲۵ |
| 4             | فین بالور     | ۳                  | براون استرومن | پاوراسلم        | ۳۱:۰۳ |
| 5             | سث رالینز     | ۲                  | براون استرومن | پاوراسلم        | ۳۶:۴۰ |
| 6             | براون استرومن | ۶                  | رومن رینز     | اسپیِر           | ۴۰:۱۵ |
| برنده         | رومن رینز     | ۵                  | —             | —               | ۴۰:۱۵ |